# Knud Lange
Knud Lange (* 9. Mai 1984 in Bremerhaven) ist ein deutscher Ruderer und Sportler des Jahres im Land Bremen.

## Biografie
Lange studiert an der Universität Bremen. Er rudert für den Bremerhavener Ruderverein im Leichtgewichts-Doppelvierer für Deutschland, eine Bootsklasse, in der er bei den Ruder-Weltmeisterschaften mehrere WM-Medaillen gewonnen hat:
- WM 2006 auf dem Dorney Lake bei Eton (GB): Silbermedaille mit Kai Anspach, Martin Rückbrodt, Knud Lange, Christoph Schregel.
- WM 2007 auf der Olympia-Regattastrecke Oberschleißheim bei München: Vierter Platz
- WM 2008 in Linz/Ottensheim: Bronzemedaille mit Stephan Schad, Knud Lange, Felix Övermann und Michael Wieler.
- WM 2009 auf dem Maltasee in Posen in Polen: Silbermedaille mit Knud Lange, Lars Wichert, Felix Övermann, Michael Wieler.

Er hatte zudem diverse Regattaerfolge zu verzeichnen u. a. bei internationalen Studentenregatten für den Bremer Hochschulachter vom Verein für Hochschulsport (VfH) an der Universität Bremen u. a. die Goldmedaille bei den Studenten Europameisterschaften 2011 in Moskau.   
Von 2006 bis 2008 wurde er drei Mal als Bremer Landessportler des Jahres ausgezeichnet. Sein Bruder ist der Ruderer Joos Lange. Beide gehören zum Verein für Hochschulsport; 2010 und 2011 Mannschaft des Jahres im Land Bremen.